# ラジオ焼き

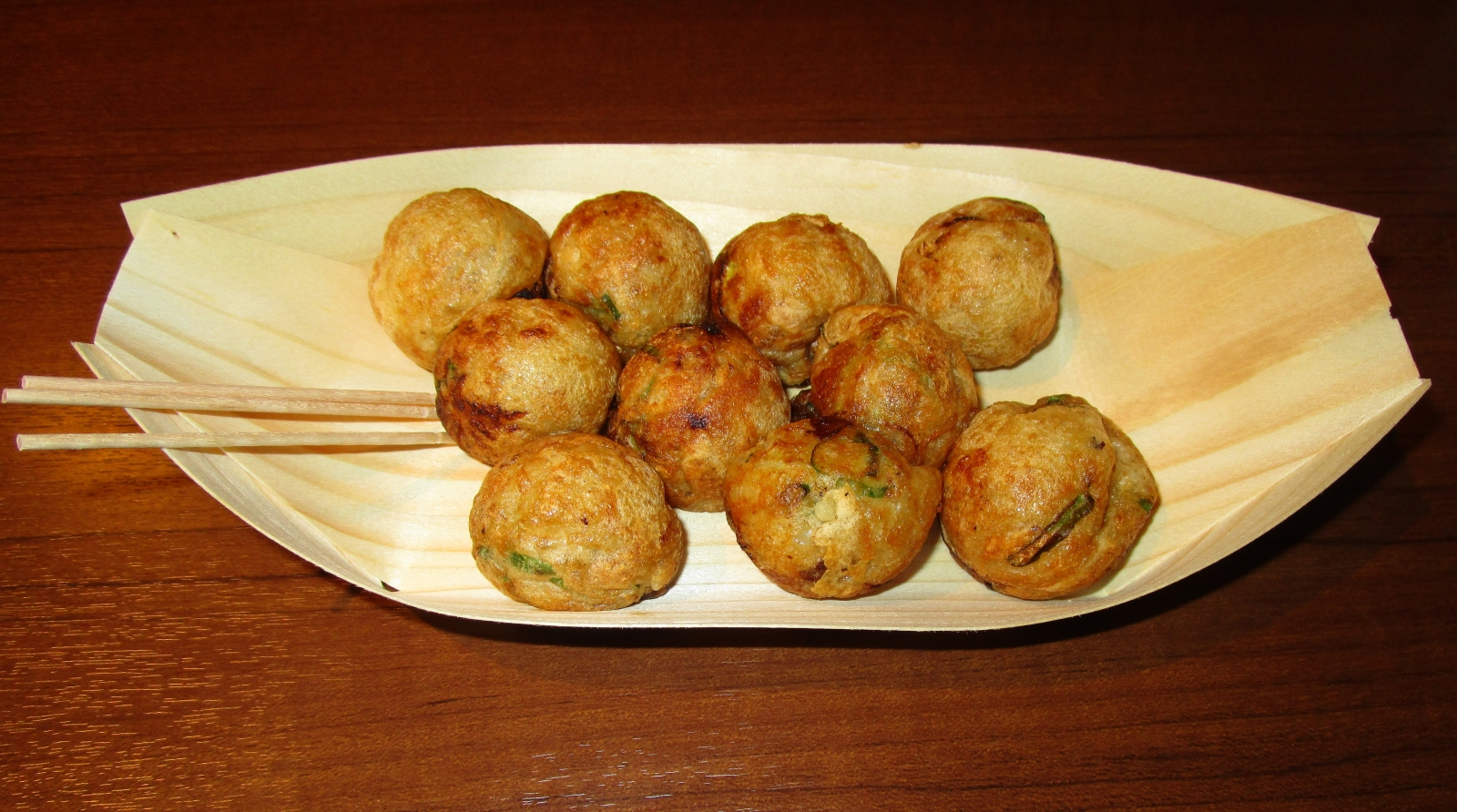
会津屋の元祖ラヂオ焼き

ラジオ焼き（ラジオやき、ラヂオ焼き）は、たこ焼きの元となった、スジ肉を具材として丸く焼いた粉もの料理である。
球状にくぼんだ鉄板を使用して、小麦粉を主体とする生地と他の具材を入れて丸く焼き上げる。
ちょぼ焼き板を使用してカンテキで焼く「ちょぼ焼き器」・「ちょぼ焼きコンロ」という調理器具も使用されていた。

## 概要
歴史的にはもんじゃから派生しどんどん焼きから一銭洋食、そしてちょぼ焼き、ラジオ焼きが生まれていった。
子供のおやつの屋台を中心に、明治〜大正で流行していた。また、昭和8年ごろちょぼ焼きにおでん種として用いられる醤油味の牛スジ肉を入れて売っていたともされ、当時まだ高価でハイカラの象徴だったラジオにあやかってラジオ焼きと呼ばれるようになった。
後に明石焼きの具をまねてたこを入れたものがたこ焼きとなり、これが大阪で人気となったため、現在においてはたこ焼きの方がポピュラーとなっているが、関西圏のたこ焼き屋ではサブメニューとして供されている店舗が存在する。